# Jean-Pierre Blanchard
Jean-Pierre François Blanchard (Petit-Andely, 4 de julho de 1753 — Paris, 7 de março de 1809) foi um balonista francês. Foi marido da também aeronauta Sophie Blanchard.

## Biografia
Jean-Pierre François Blanchard foi desde a infância obcecado pela ideia do voo. Quando jovem, ele fez um salto com uma sombrinha no lugar de um paraquedas. Construiu, mais tarde, máquinas hidráulicas, depois um veículo mecânico que levou Benjamin Franklin de Paris a Versalhes e Maria Antonieta a Trianon.
Em 1783 a invenção dos balões é amplamente noticiada pelos jornais. Uma curiosa carta escrita por Blanchard, conservada na biblioteca de Andelys, exprime uma primeira dúvida a respeito da nova maravilha; mas logo conquistado, Blanchard prestava homenagens publicamente aos irmãos Montgolfier e declarava destinar no futuro seus talentos mecânicos para tentar dirigir os balões. Antes de se tornar o melhor aeronauta de seu tempo e o maior propagador da navegação aérea no mundo, resta-lhe a glória de ter sido o primeiro a adaptar os métodos de condução a um balão.
A personalidade de Blanchard foi frequentemente discutida, mas seus possíveis defeitos de caráter não devem fazer com que sejam esquecidas a sua coragem e nem suas grandes habilidades, e nem sobretudo a obra realizada ao longo das sessenta subidas que ele fez, mantendo nesta longa carreira um entusiasmo profundo pela navegação aérea.

### A máquina voadora

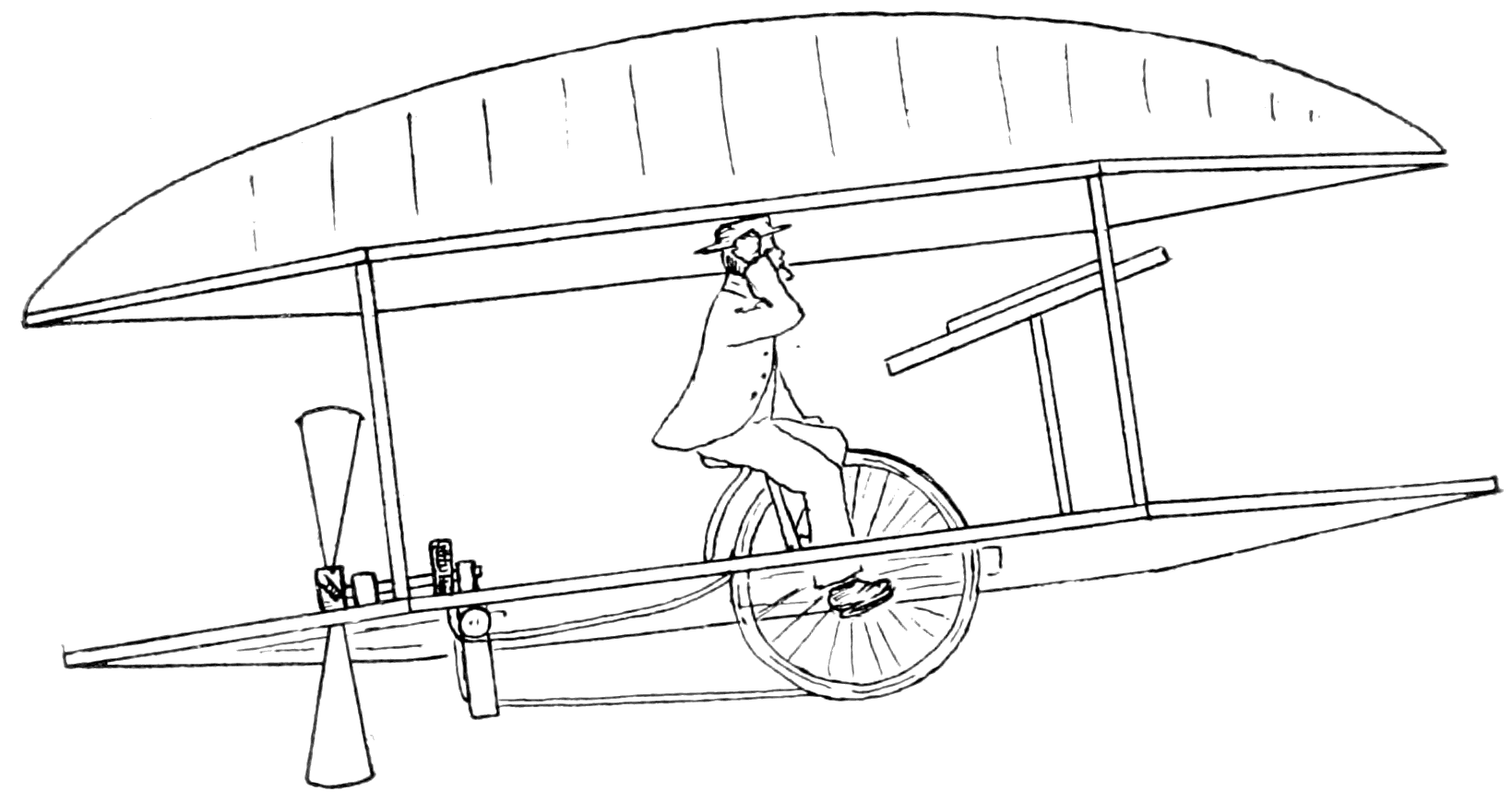
A máquina voadora de Blanchard.

Durante a década de 1770, Blanchard trabalhou no projeto de máquinas voadoras mais pesadas que o ar, notadamente numa baseada na teoria "remar" nas correntes de ar com máquinas tripuladas. 
Depois da demonstração do voo em balões de ar quente feita pelos irmãos Montgolfier em Annonay, em 1783, Blanchard passou a se dedicar ao balonismo.   

### O balonismo
Desde o final de 1783, ele construía em Paris um belo balão de seda envernizada ao qual acrescentou uma parte de um aparelho de aviação no qual trabalhava desde 1781, chamado por ele de “embarcação voadora”, nome que foi mantido para o aeróstato. O habitáculo desse balão é, de fato, a parte inferior do tal aeródino, e esta preciosa peça, anterior à descoberta de Montgolfier, existe ainda, perfeitamente conservada. Blanchard equipou este habitáculo com um pequeno leme e dois pares de asas articuladas com movimentos alternados. Um paraquedas, fixado ao aro entre o balão e o habitáculo podia servir para suavizar a descida.

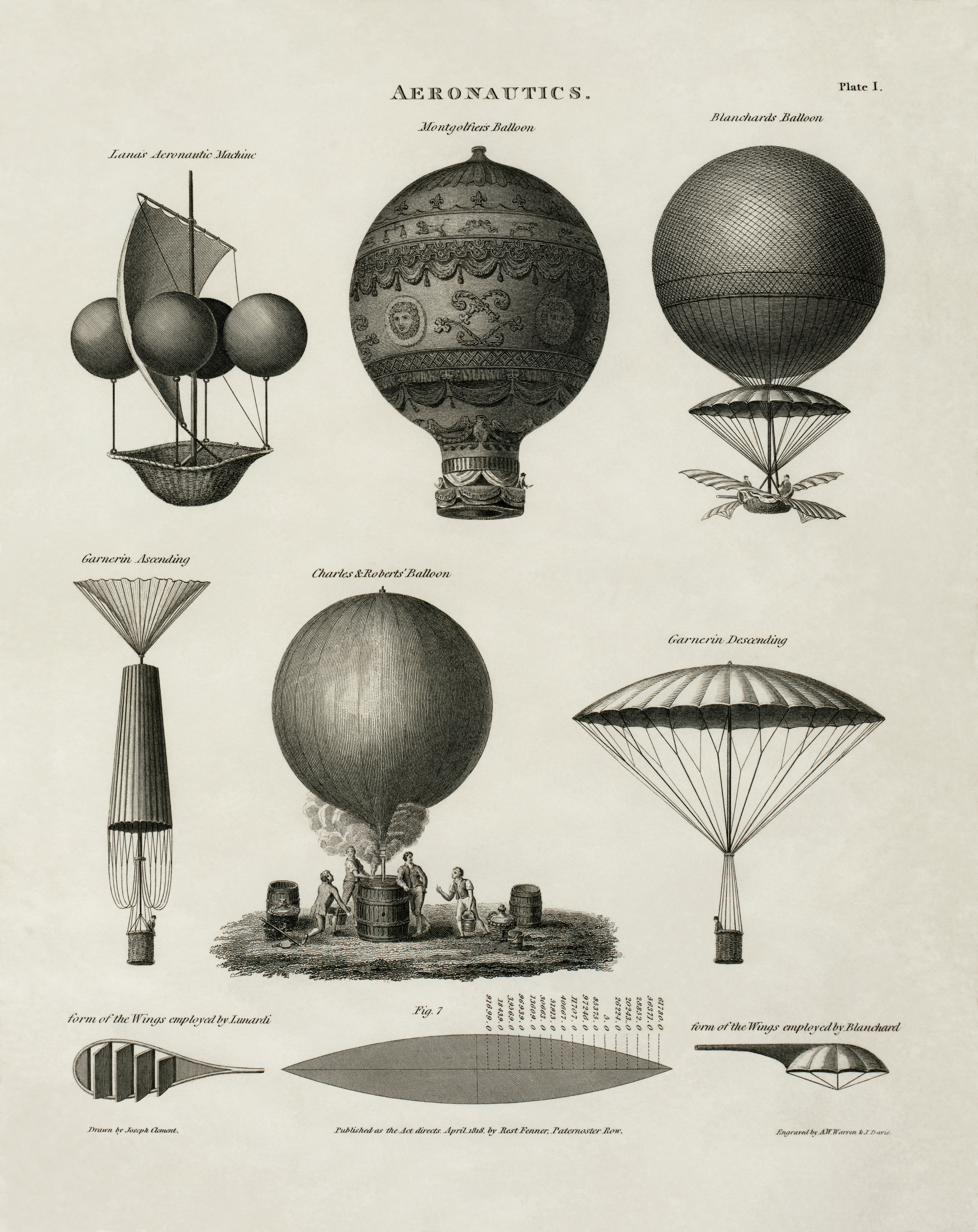
Outros projetos de Jean-Pierre Blanchard.

Em 2 de março de 1784, uma imensa multidão estava reunida no Champ de Mars ao redor do balão de Blanchard. No momento da partida, um aluno da Escola Militar, Dupont du Chambon, se precipitou em direção ao habitáculo, querendo subir à força. Houve uma luta entre o aeronauta, alguns espectadores e o ardente militar que, sacando sua espada, feriu Blanchard no pulso e quebrou o paraquedas e as pás.
Blanchard tentou partir com seu passageiro, um monge, Dom Pech, mas teve que desistir. Sozinho com o seu balão desprovido dos aparelhos de manobra quebrados, Blanchard se elevou a uma grande altura e constatou a existência de correntes divergentes. Após uma hora e quinze minutos de viagem, ele aterrissou habilmente na margem do Sena, em Billancourt.
Ele tinha muita ambição e sonhava apenas com glória e fortuna; ele pensava em consegui-las graças às suas proezas aerostáticas; mas Paris já estava indiferente e o interior, onde ele se apresentava em inúmeras cidades, não lhe proporcionava as satisfações esperadas.
Mudou-se para a Inglaterra, onde criou elos de amizade com Vincenzo Lunardi, adido à Embaixada da Itália na Grã-Bretanha, que tinha abandonado a carreira diplomática para se dedicar à aerostação. Blanchard e Lunardi que voavam juntos adquiriram rapidamente uma grande reputação na Inglaterra.
Durante os voos na Inglaterra, em 1784, Blanchard foi o primeiro que equipou seu aeróstato com uma hélice propulsora. Apesar da improdutividade dos resultados obtidos com esse engenho movido pela força humana sob um balão esférico, é um novo título à honra do grande aeronauta francês.
Em 1785, Jean-Pierre Blanchard demonstrou como um meio seguro de desembarcar de um balão de ar quente. Enquanto primeiras demonstrações de Blanchard de paraquedas foram realizadas com um cachorro como o passageiro, mais tarde ele teve a oportunidade de experimentá-lo nele mesmo em 1793 quando seu balão de ar quente rompeu e ele usou um paraquedas para escapar.

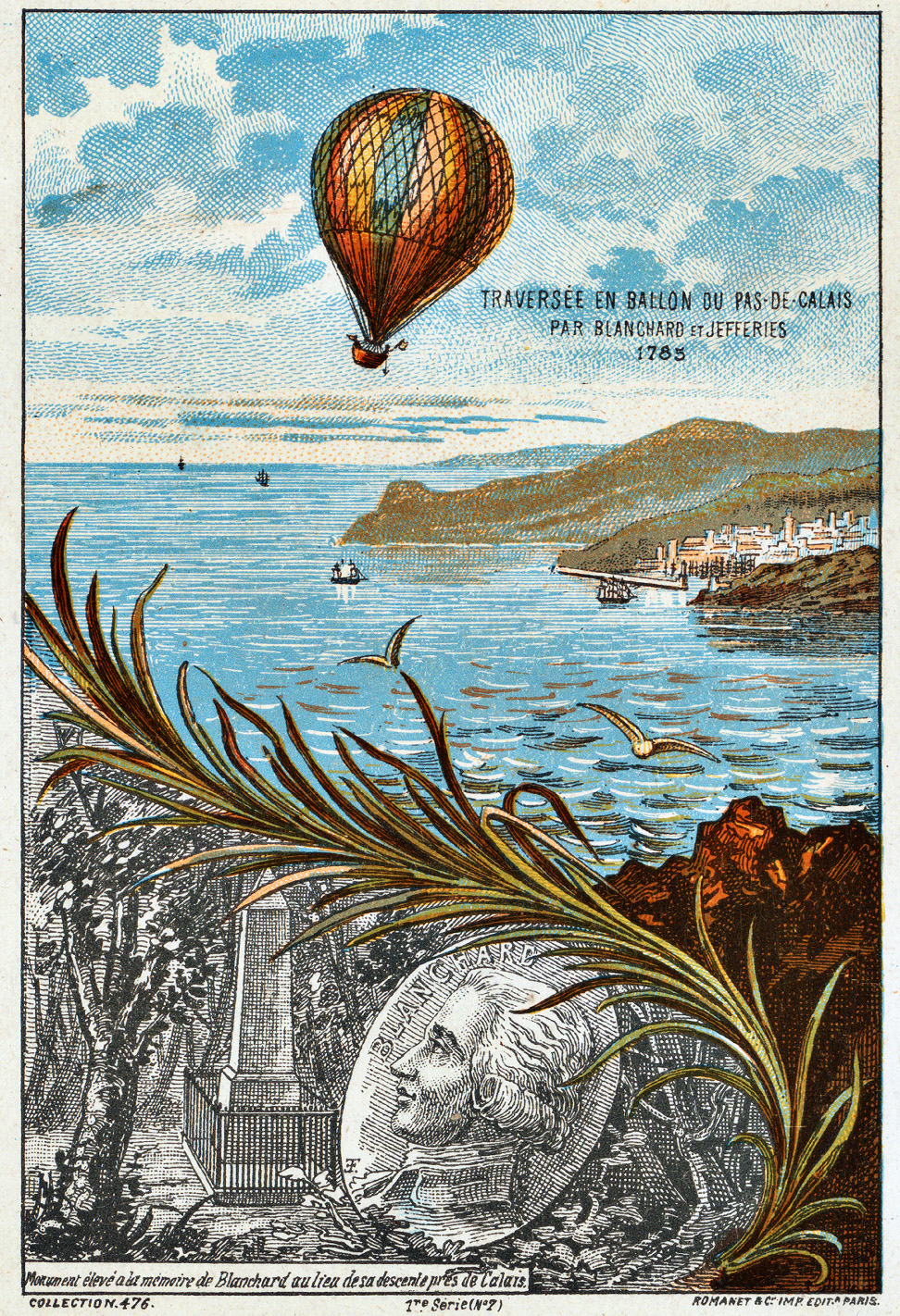
Representação em selo postal da travessia do Canal da Mancha em 7 de janeiro de 1785 por Blanchard e Jeffries.

Um desenvolvimento posterior do paraquedas focado nisso tornando-se mais compacto. Enquanto o paraquedas no início era feito de linho esticado sobre uma moldura de madeira, no final da década de 1790, Blanchard começou a fazer paraquedas de seda dobrada, aproveitando a força de seda e peso leve.

## A travessia do Canal da Mancha em balão
Em 7 de janeiro de 1785, Blanchard e seu amigo e mecenas americano John Jeffries atravessaram o Canal da Mancha de Dover para Guines em 2 horas e 25 minutos, a bordo de um balão a hidrogênio. No curso desta travessia, Blanchard e seu companheiro tinham percorrido cerca de um terço do trajeto, quando a aeronave começou a descer. Após os dois balonistas atirarem ao mar tudo o que tinham, o balão retomou a altitude até dois terços do caminho, quando recomeçou a descer. Blanchard e Jeffries, dessa vez, jogaram não somente a âncora e a cordoalha, mas também deitaram ao mar boa parte de suas roupas. A retomada da altitude do balão evitou que eles se valessem do último recurso, que seria cortar a nacela. Quando eles se aproximaram da costa o balão subiu, descrevendo um magnífico arco acima da terra antes de ir pousar na floresta de Guines.
Luis XV recompensou realmente o aeronauta que a glória acabava de atingir e que foi em seguida o primeiro a realizar uma ascensão na Alemanha, Holanda, Bélgica, Suíça, Polônia, Tchecoslováquia e também nos Estados Unidos, em 1793, diante de George Washington.

## Morte
Em 20 de fevereiro de 1808, durante a sua sexagésima subida, sofreu uma apoplexia em pleno voo. Ocupado em alimentar o fogo do braseiro do balão, acabou caindo de 20 m de altura. Depois de haver recebido de Luís Bonaparte, rei da Holanda, todo o socorro possível, foi transportado para a França, onde morreu um ano depois, provavelmente como resultado dos ferimentos sofridos na queda.
Blanchard estava consciente da insuficiência da força humana e, em uma carta, declarou que a condução poderia ser obtida utilizando-se como motor a “bomba a fogo”, isto é, a máquina a vapor.